# 春草堂琴谱
《春草堂琴譜》，古琴譜，乾隆九年由杭州曹尚絅、蘇璟、戴源三人共同撰訂，一共祗刻了二十八個琴曲。

## 琴譜介紹
《春草堂》所選的絕大多數是當時流行較廣的琴曲，而且都按照“均調”的理論考正了其中的音。又《春草堂》祗用五聲，不同於《治心齋》強調七聲，致使有時“均調不明”這又是《春草堂》便易入門，比較受人歡迎之故。
《春草堂》在“均”、“調”之外，還強調了“音”是指“畢曲”時用音必須與全曲統一的意思。這本是樸素音樂的常態，但《春草堂》爲此特地取《詩經》一章作了一曲《伐檀》，據說琴曲宮商徵羽都有用作畢曲之例，而角音獨無，所以樹此楷模。
《春草堂》的版本較多，有兩個是同治年間所刻：一個是薛照南夫婦在同治初年商得祝桐君“訂正”加序重刻；一個是祝桐君有“辨正靜觀吟”等識文的刻本。再一個則是方外嚴達自稱“閻浮倦客”（法名德輝，號開霽，右號南海孤峯老衲），於光緒三十年甲辰在浙江龍遊所刻。該本另加有《律呂圖說》一編。此外還有上海華孚書局石印本等。